# Elastómero termoplástico

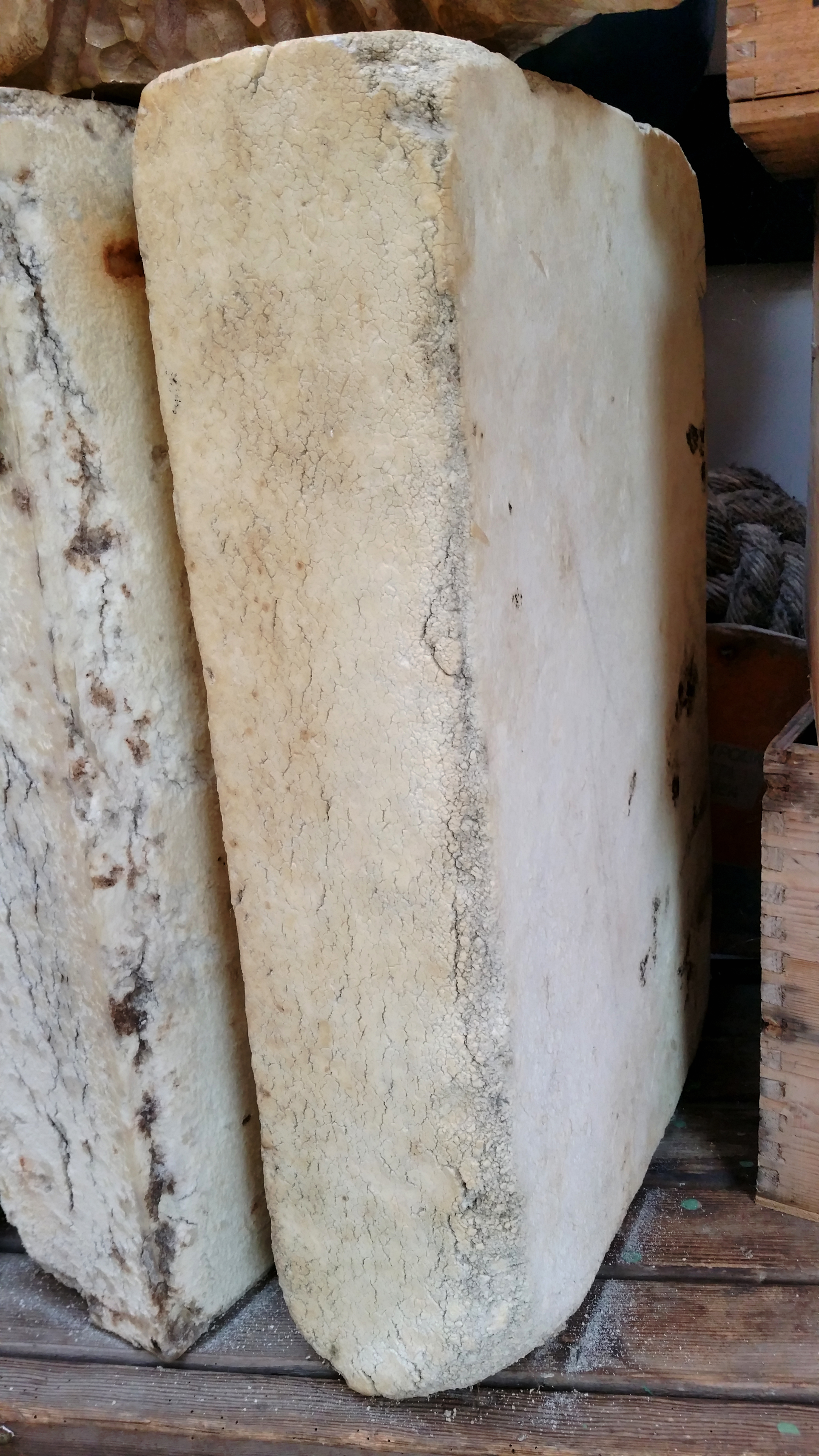
Goma sintética.

Los  elastómeros termoplásticos, también conocidos como TPE ('thermoplastic elastomers) o "cauchos" termoplásticos, son una clase de polímeros o mezcla física de polímeros (generalmente un plástico y un caucho) que dan lugar a materiales con características termoplásticas y elastoméricas. Mientras que los elastómeros habituales, por ejemplo silicona, goma-caucho, espuma de poliuretano, etc., son termoestables, los elastómeros termoplásticos son, en cambio, relativamente fáciles de utilizar en la fabricación, por ejemplo, en moldeo por inyección. Los TPE combinan las ventajas típicas de las gomas y de los materiales plásticos. La diferencia principal entre los elastómeros termoestables y los elastómeros termoplásticos es el grado de entrecruzamiento en sus estructuras. De hecho, el grado de entrecruzamiento es un factor estructural crítico que contribuye a que el material adquiera propiedades elásticas. El entrecruzamiento en polímeros termoestables está formado por enlaces covalentes en las tres dimensiones y creados durante un proceso de reacción química que se conoce habitualmente como curado, reticulado o vulcanización. Sin embargo, el entrecruzamiento en los elastómeros termoplásticos es muy débil, se forma a partir de dipolos, por ejemplo puentes de hidrógeno, fuerzas de Van der Waals, etc y ocurre solamente en una de las fases del material. Estas fuerzas se anulan al calentarlos y la masa fundida resultante puede ser procesada como un termoplástico. Por ello mismo, sometiéndolos a calor, pueden soldarse y también reutilizarse.
En algunos sectores, a los TPE's se les conocen como "TR", es decir thermoplastic rubber.
Un material puede ser clasificado como elastómeros termoplástico si cumple las dos siguientes características:
1. Elástico, es decir, capacidad de ser estirado con alargamientos moderados y que, dentro de un rango de temperaturas, al retirar la tensión, el material prácticamente vuelva a su estado original.
2. Procesable por temperatura, es decir calentándolo.

## Tipos
La nomenclatura de los TPE ha sido tradicionalmente muy confusa, hasta que se promulgó la norma ISO 18064:2014, en España corresponde a la norma UNE-EN ISO 18064:2015.
Hay muchas variantes, por ejemplo:
- TPE-V, TPE con mezcla de caucho vulcanizado. Es el TPE más común, también abreviado como TPV. Podemos distinguir 4 subgrupos en función del caucho mezclado: PP + EP(D)M, PP + NBR, PP + NR, PP + Butilo.
- TPE-S, TPE a base de estireno y butadieno. Copolímeros de bloque estirénico. Abreviatura TPS. Por ejemplo SBS, SEBS.
- TPE-U, TPE a base de uretano. Es decir, poliuretano termoplástico, abreviado TPU. Es una especialidad termoplástica muy diferente a los PUR, poliuretanos termoestables más habituales (goma-espumas, espumas de aislamiento, elastómeros de colada, etc). Podemos distinguir dos subgrupos en función de la familia de poliol utilizada: TPU-poliéster y TPU-poliéter. También se pueden clasificar dos grupos en función de la familia de isocianatos utilizados: TPU-aromático y TPU-alifático.
- TPE-E, TPE Copolímero poliéster-éter. Abreviaturas COPE y TPC.
- TPE-A, TPE a base de poliamida. Hay dos grupos de TPA, copolímeros polieteramida y copolímeros poliesteramida.

No incluimos en esta clasificación los "TPO", termoplásticos base poliolefina modificados al impacto con precursores de caucho que no están entrecruzados y, por ello, no tienen propiedades elásticas.
Comercialmente hay muchos tipos de elastómeros termoplásticos. Algunos ejemplos de copolímeros son:
- etinil-vinil-acetato.
- estireno-butadieno-estireno, SBS: Styroflex (Styrolution), Solprene (Dynasol), Kraton (Shell),
- poliuretano termoplástico, TPU: Elastollan (BASF), Pellethane (Dow), etc.
- poliamida-poliéter: Pebax (Arkema),
- poliéster: Arnitel (DSM), Hytrel (DuPont),
- etc.

Mientras que de los productos comerciales que son de mezclas lo que más encontramos son TPV, como por ejemplo los siguientes:
- Sarlink (Teknor Apex),
- Elastoprene (Grupo Elastorsa, España),
- Santoprene, PP+EPDM (Monsanto),
- Geolast, PP+NBR (Monsanto)
- Alcryn (Ferro)
- TPE sin especificar, (Teknor Apex).
- etc.

## Antecedentes
No fue hasta los años 50 cuando aparecieron los polímeros termoplásticos de poliuretano (TPU) y los TPE´s se convirtieron, comercialmente, en una realidad. Durante los años 60, fueron desarrollados los copolímeros de bloque de estireno, y en los años 70 una amplia gama de TPE´s aparecieron en escena. El uso mundial de TPEs (680.000 toneladas/año en 1990) ha estado creciendo al 9% por año y se calcula que lo siga haciendo casi al 5 % anual hasta el año 2022.
Los materiales del estireno-butadieno poseen una microestructura bifásica debido a la incompatibilidad entre el poliestireno y los bloques del polibutadieno, formando el primero esferas o agujas, dependiendo de la composición exacta. Para contenidos bajos en poliestireno, el material es elastomérico con las características predominantemente del polibutadieno. Estos ofrecen generalmente una gama mucho más amplia de características que los cauchos entrecruzados convencionales porque la composición puede ser variada para adaptarse a las necesidades del cliente. Los copolímeros en bloque son interesantes porque pueden formar nanoestructuras periódicas, como en el caso del estireno-butadieno-estireno. Uno de estos polímeros se conoce como Kraton y se utiliza para suelas y pegamentos para zapatos. Puesto que la mayoría de los polímeros son incompatibles entre sí, la formación de un polímero de bloque dará lugar generalmente a la separación de fases, algo que se tiene en cuenta de forma generalizada desde la introducción de los polímeros de bloque de SBS, especialmente donde una de los bloques es altamente cristalino.
Una excepción de la regla de la incompatibilidad es el material conocido como Noryl, donde el óxido de poliestireno y de polifenileno forman una mezcla continua entre ellos. Otros TPE' s tienen dominios cristalinos donde un tipo de bloque co-cristaliza con el otro bloque en cadenas adyacentes, por ejemplo en los cauchos del copoliéster, alcanzando el mismo efecto que en los polímeros de bloque de SBS. Dependiendo de la longitud del bloque, los dominios son generalmente más estables que en los cristalinos debido a que tiene el punto de fusión más alto. Este punto determina las temperaturas de proceso necesarias para obtener el material, así como las temperaturas de servicio últimas del producto. Tales materiales incluyen Hytrel, copolímero de poliéster-poliéter y Pebax, un nilón o copolímero de poliamida-poliéter.
Probablemente porque fueron los primeros en introducirse, y porque sus componentes son también poliméricos (polioles y poli-isocianatos), los TPU's son la familia de TPE que ofrece una gama más amplia de grados. Cubren durezas desde 35 shore A hasta 80 shore D. También los hay reforzados con fibra de vidrio con módulo elástico de hasta 17.000 MPa. 

## Ventajas
Los TPE´s son reciclables, puesto que, al igual que los termoplásticos en general, pueden ser reutilizados después de ser transformados. Tienen características elásticas típicas de los cauchos, pero estos no son reciclables por temperatura, debido a su carácter entrecruzado que le impide fundirse al calentarlo.
En general, a los TPE´s no es necesario agregarle aditivos antes de transformarlos, como ocurre con cauchos y siliconas (agentes reforzantes, estabilizadores y reactivos de curado) ya que al igual que en los plásticos, el fabricante ya ha añadido los aditivos al fabricarlos. En ocasiones, dependiendo del artículo a fabricar, hay que añadir pequeñas cantidades de colorantes y algún que otro aditivo específico. Por lo tanto, al eliminar errores de pesada y medida, apenas hay variaciones entre lotes de materia prima y artículos fabricados. Los TPEs se pueden colorear fácilmente con pigmentos habituales, pero conviene asegurase que los masterbatches sean compatibles con el TPE a teñir.
En su transformación se consume menos energía que en el caso de los elastómeros termoestables.
También es más fácil y económico el control de calidad del producto terminado.
Los TPE son plásticos con la sensación al tacto blanda ("soft touch"), pero el "háptica" de cada artículo fabricado será una combinación de su propia naturaleza y del acabado superficial. Por ejemplo, si se busca un tacto suave y seco para un artículo muy blando, quizá la mejor elección sea un TPE-U, pues copia muy bien las estructuras grabadas de la superficie del molde y no es pegajoso. Pero si lo que se quiere fabricar es una junta elástica que no sea tan exigente como una de caucho, entonces el material de elección debería a ser un TPV.

## Desventajas
Las desventajas de los TPE´s con respecto al caucho convencional, o en general a los elastómeros termoestables, son su menor resistencia térmica y peor deformación remanente (compression set). Y así llegamos a una mayor compressión.

## Procesado
Los dos métodos de transformación más importantes para los TPE´s son extrusión y moldeo por inyección. El moldeado por compresión no suele utilizarse. La fabricación mediante moldeo por inyección es rápida y económica. El equipo y los métodos usados normalmente para la extrusión o moldeo por inyección de un termoplástico convencional son generalmente válidos, si bien hay que informarse bien de los husillos más adecuados para cada familia de TPE. Los elastómeros termoplásticos también se pueden procesar por soplado y termoconformado. La soldadura más habitual es por placa caliente y, en muchos casos, se puede usar alta frecuencia. Los ultrasonidos no funden los TPE si estos son muy blandos, pues el material atenúa las ondas de presión.
Es importante conocer las recomendaciones de transformación de cada familia de TPE. Por ejemplo, los requerimientos de inyección de un TPE-V (TPV) y de un TPE-U (TPU) son opuestos y ello lleva a muchas equivocaciones a la hora de diseñar moldes, cámaras calientes y sus boquillas, etc. El visto bueno a los utillajes de transformación no debería realizarse sin consultar las recomendaciones del fabricante del material.
En extrusión algunos tipos se pegan tanto al metal cuando están fundidos, que no admiten calibrador y sólo se pueden usar conformadores con agua.
Para el soplado los grados suelen ser específicos.

## Aplicaciones
Los elastómeros entrecruzados están muy extendidos: cauchos, siliconas, etc. Sus prestaciones van ligadas a las propiedades mecánicas que se ven favorecidas por ello, fundamentalmente deformación remanente y recuperación elástica, así como resistencia a la temperatura. Pero sus tiempos de procesado son largos y requieren instalaciones de trasformación donde se produce una reacción química, a veces con desprendimiento de calor (poliuretanos termoestables) y otras con aporte elevado de energía (caucho, silicona). Ello encarece mucho los procesos productivos. Los TPE's se utilizan cuando esas propiedades de los elastómeros convencionales no son requeridas en el producto final, ya que sus procesos de transformación son mucho más sencillos y rápidos y, por ello, más económicos.
Los TPV son quizá el subgrupo con mayor crecimiento dentro de los TPE's, Ejemplo de aplicaciones por industrias:
Construcción: perfiles de ventanas con aislamiento, juntas de expansión, perfiles protectores de la intemperie, etc
Industria: piezas antivibratorias, partes antideslizantes, zonas “soft-touch” de mangos y asideros, protegecables, arandelas blandas, cableado en general, conectores, etc
Automóvil: manguitos, perfilería de ventanas y puertas, tubos, guardapolvos para suspensión, cableado eléctrico, zonas anti-shock de los bajos, arandelas elásticas, perfilería de parabrisas, etc.
Consumo: perfiles para sellar puertas, mangueras de interior y exterior, juntas, soportes elásticos, ruedas de aspiradoras, equipamiento para buceo, partes soft-touch de artículos de pesca, mangos de bicicletas y esquí acuático, etc.
Los TPE' s de copoliéster se utilizan en las guías de las motonieves donde la resistencia al atirantamiento y a la abrasión son factores determinantes. Son también ampliamente utilizados para los catéteres donde los copolímeros de bloque de PA ofrecen unas características ideales de suavidad para los pacientes. Los TPE´s también se están encontrando cada vez más en aplicaciones como revestimientos aislantes en cable eléctricos, sobre todo sustituyendo al PVC plastificado, por ejemplo en Portable Cord. En cables Coleman, inc. utilizan un producto conocido comercialmente como Seoprene. Carol Cable y AIWC ofrecen los cables aislados con TPE´s similares. Los TPE´s ofrecen una flexibilidad y una disposición por capas que el tipo S tradicional (América) no ofrece. 